# Raga rock
Raga rock je termín označující kombinaci rock and rollové hudby s výrazným vlivem jihoasijské hudby a kultury (hlavně sitárem a typickým jihoasijským zpěvem).
Poprvé se raga rock objevil v roce 1965 na singlu „See My Friends“ skupiny The Kinks. Následujícím vlivným hitem označujícím raga rock byla skladba „Heart Full of Soul“ od skupiny The Yardbirds, kde hrál na sitár Jeff Beck. Žánr zpopularizovala skladba The Beatles „Norwegian Wood“. Skupina Traffic raga rock použila na jejich albu Mr Fantasy a The Doors ve své apokalyptické skladbě „The End“.
Raga rock je cítit v hudbě pozdějších The Animals a to ve skladbě „Winds of Change“. The Rolling Stones využili sitár hned ve více skladbách jako „Paint It Black“, „Mother's Little Helper“ a „Street Fighting Man“. V sedmdesátých letech tento žánr prosazoval John McLaughlin se svým Mahavishnu Orchestra. Rovněž se objevil i ve tvorbě Led Zeppelin a jejich skladbě „Kashmir“. V devadesátých letech v éře britpopu žánr proslavili Kula Shaker albem K, které obsahuje Top 10 raga rockové hity „Tattiva“ a „Govinda“. Raga rock Kula Shaker přidali i na další album Strangefolk ve skladbě „Song Of Love/Narayana“.